# Jaime Azpilicueta
Jaime Azpilicueta Pérez (n. San Sebastián; 1941) es un director de teatro español.

## Biografía
Tras haber terminado sus estudios de Arte Dramático en el Conservatorio de San Sebastián con las más altas calificaciones, pasó a ser actor y más tarde, a los dieciocho años, director de varios grupos de cámara y de teatro universitario, presentando en París varios montajes de jóvenes autores españoles con gran escándalo de las autoridades políticas de la época.
Se instala definitivamente en Madrid con veintitrés años, donde alterna sus trabajos en el teatro y la televisión. En los años siguientes dirige en ambos medios más de ciento veinte montajes teatrales que abarcan las más diversas épocas y tendencias, desde los clásicos griegos a la vanguardia francesa, pasando por Sófocles, Lope de Vega, Shakespeare, Goldoni, Strindberg, Arthur Miller, Camus, Ionesco...
Produce, escribe y dirige varios musicales para Televisión Española y Antena 3.
Su comedia Sé infiel y no mires con quién, adaptación de un vodevil de John Chapman y Ray Cooney, es una de las mayores recaudaciones en la historia del teatro y el cine de España y el récord absoluto de permanencia en la escena española. Otras comedias sobre los escenarios incluyen el montaje de Sola en la oscuridad (1967), con María Asquerino y el de La jaula de las locas (1977), de Jean Poiret, interpretado por Vicente Parra.
En cuanto al teatro musical, es el responsable de grandes éxitos como Jesucristo Superstar (dos versiones), Let my people come, Yo quiero a mi mujer, Barnum, Evita, Sonrisas y lágrimas, A Chorus Line, Nunsense, Fama (estrenada en México y presentada en República Dominicana, Puerto Rico, Venezuela, Colombia y finalmente en Buenos Aires), Victor/Victoria, My Fair Lady, etc. Esta última permaneció diecinueve meses en cartel en Madrid con Paloma San Basilio y José Sacristán y por la que fue nominado dos veces a los premios Max y al mejor director en loa premios ADE 2002.
Entre sus últimos trabajos se encuentra la adaptación y dramaturgia de Cabaret, que estuvo en cartel en el Teatro Nuevo Alcalá de Madrid y prepara el musical sobre la cantante cubana Celia Cruz, titulado Celia, la vida y música de Celia Cruz para 2008 en Nueva York. Esta obra supone el estreno de Jaime Azpilicueta como director en la ciudad estadounidense.[cita requerida]
Además ha sido durante varios años el encargado de dirigir las Galas de la Reina del Carnaval de Santa Cruz de Tenerife, durante diferentes etapas, considerándole uno de los principales precursores del auge de esta gala. Ha dirigido las galas del Terror, la Magia, las Tribus, los Musicales...

## Reconocimientos
Entre los galardones conseguidos por sus más de 160 obras dirigidas se encuentran los más prestigiosos en Europa y América, siendo uno de los últimos el otorgado por la Asociación de Críticos de Nueva York al mejor director por su espectáculo The way we are presentado en el Lincoln Center.
En febrero de 2017 ha sido galardonado con el premio de Honor de la Asociación de Directores de Escena de España. El 20 de enero de 2017 el Cabildo de Tenerife lo nombró Hijo Adoptivo de la isla de Tenerife.